# Stone (album)
Pour les articles homonymes, voir Stone.
Albums de Stone
No Anaesthesia!
Stone est le premier album du groupe de thrash metal finlandais, Stone. Sorti en 1988, il est produit par Mikko Karmila et Stone. Cet album va leur permettre de percer dans le milieu du metal finlandais.

## Liste des pistes
1. Get Stoned  4:21
2. No Commands  5:45
3. Eat Your Pride  4:22
4. The Day of Death  3:56
5. Reached Out  3:52
6. Real Delusion  4:09
7. Brain Damage  6:17
8. Escape  5:23
9. Final Cuntdown  0:56
10. Overtake  3:44

## Composition du groupe
- Janne Joutsenniemi : chants et basse
- Roope Latvala : Guitare
- Jiri Jalkanen: Guitare
- Pekka Kasari : Batterie